# Schlacht von Changping
Lize – Guiling – Maling – Changping
Die Schlacht von Changping (chinesisch 長平之戰, Pinyin Chángpíng zhī zhàn) im Jahr 260 v. Chr. zwischen den Staaten Qin und Zhao in der Zeit der Streitenden Reiche gilt insbesondere durch die Exekution der gesamten Armee Zhaos als eine der blutigsten der Weltgeschichte.

## Vorgeschichte
Qin fiel 265 v. Chr. in das Reich Han ein, um die Provinz Shangdang (上黨) zu erobern. Durch die Eroberung der wichtigsten Festungen und Verkehrswege in den Taihe-Bergen gelang es Qin innerhalb von vier Jahren, die Kommunikationsverbindungen zum Kernland des Staates Han zu unterbrechen. Han entschied in dieser Situation, Shangdang an Zhao abzutreten.
Zhao hatte ein erhebliches Interesse, dass diese Provinz nicht in die Hände Qins fiel, um einen Angriff, wie er von Qin auf Zhao ursprünglich auch geplant wurde, zu verhindern. König Xiaocheng (趙孝成王) nahm also in dieser für sein Reich gefährlichen Situation das Angebot der Han an und sandte eine Armee unter dem General Lian Po (廉頗) nach Shangdang. 262 v. Chr. trafen sich die Streitkräfte in dem Ort Changping. Nach einigen verlorenen Scharmützeln zog sich Lian Po hinter eilig errichtete Befestigungsanlagen zurück. Der nun folgende dreijährige Kleinkrieg zwischen beiden Staaten brachte keinen klaren Sieger hervor, da sich keine der Seiten zu einer entscheidenden Schlacht durchringen konnte.
Der Angriff Qins auf Han beendete außerdem die seit 295 v. Chr. von Opportunismus dominierte Außenpolitik Zhaos. Zhao versuchte durch die Strategien Hezong (合縱, Bündnis mit den fünf anderen der sieben Reiche um die Vormachtstellung Qins zu begrenzen) und Lianhen (連橫, das Bündnis mit Qin, um von dessen Vorherrschaft zu profitieren), sich als Großmacht zu etablieren.

## Schlacht von Changping
Die Qin begannen nun Spione nach Han und Zhao zu senden, um Gerüchte über die angebliche Feigheit und altersbedingte Kriegsmüdigkeit Lian Pos zu verbreiten. Unzufrieden über die Strategie seines Generals und die auftauchenden Gerüchte entließ der König von Zhao Lian Po und berief den Sohn des berühmten Generals Zhao She, Zhao Kuo zum neuen Oberbefehlshaber. Etwa zur selben Zeit wurde auf der Seite Qins Wang He (王齕) durch den erfahrenen General Bai Qi ersetzt.
Eine Legende berichtet, dass Zhao She auf dem Sterbebett seiner Frau erzählte, dass der gemeinsame Sohn Zhao Kuo nie eine Armee führen sollte. Nachdem die Frau von Zhao She erfahren hatte, dass Zhao Kuo den neuen Oberbefehl innehatte, bat sie um Audienz beim König und forderte diesen, mit dem Beistand des Ministers Lin Xiangru, zur sofortigen Absetzung Zhaos Kuos auf. Xiaocheng schlug ihr diese Bitte ab, sagte ihr jedoch zu, im Falle einer Niederlage die Familie Zhaos nicht in Sippenhaft zu nehmen.
Als Zhao Kuo das Kommando der 400.000 Mann starken Armee Zhaos im Juli 260 v. Chr. übernahm, befahl er einen Großangriff auf das Lager Qins. Die Truppen Qins zogen sich umgehend zurück. Dieser Rückzug war jedoch nur vorgetäuscht. 25.000 Mann Qins versteckten sich in einem Hinterhalt, unterdessen zog sich die Hauptstreitkraft Bai Qis weit in das Hinterland zurück. Durch diesen Schachzug wurden die Versorgungstruppen Zhaos abgeschnitten und die nun eingekesselte Hauptarmee Zhao Kuos errichtete ein befestigtes Lager auf einem Hügel, um auf Verstärkungen für einen Ausbruch zu warten.
Die Armee Qins wurde außerdem von Truppen der Chu und Qi verstärkt, die Zhao die Unterstützung versagten. Insgesamt dauerte die Belagerung der eingeschlossenen Armee Zhaos 46 Tage. Im September des Jahres 260 v. Chr. versuchten kleinere Gruppen den Belagerungsring zu durchbrechen, was jedoch keiner einzigen gelang. Schließlich führte Zhao Kuo seine besten Männer bei einem finalen Ausbruchsversuch an, wurde jedoch von gegnerischen Bogenschützen getötet.

## Ergebnis
Nach dem Tod Zhao Kuos ergab sich seine gesamte Armee. Um zu verhindern, dass diese große Streitmacht revoltierte, wurden alle bis auf die 240 jüngsten Soldaten lebendig begraben. Die Zahl von 450.000 Toten ist von den chinesischen Historikern mit Sicherheit stark übertrieben, trotzdem gilt die Schlacht als eine der blutigsten der Menschheitsgeschichte.
Mit dieser Entscheidungsschlacht war auch der Krieg zwischen Zhao und Qin beendet. Drei Jahre des Krieges hatten beide Staaten finanziell stark belastet und der Bevölkerung einen hohen Blutzoll abverlangt. Lediglich Qin konnte, im Gegensatz zu Zhao, nach dem Sieg schnell wieder an alter Stärke gewinnen. Mit diesem Sieg war auch die Grundlage für die Vereinigung der streitenden Reiche Chinas gelegt.